# Therese Sessy Åsland
Therese Sessy Åsland (* 26. August 1995 in Norwegen) ist eine norwegische Fußballspielerin, die zwischen 2018 und 2019 sechsmal für die Norwegische Fußballnationalmannschaft der Frauen spielte und seit 2023 für Djurgården Damfotboll in der Damallsvenskan spielt.

## Karriere

### Vereine
Åsland spielte ab 2011 für den norwegischen Erstligisten Klepp IL in der Toppserien, aber auch noch mit der U-19- und zweiten Mannschaft in der 2. Division. In der Tabelle kam der Verein nicht über einen Mittelfeldplatz hinaus. Zur Saison 2013 wechselte sie kurzzeitig zu Avaldsnes IL, kehrte aber im Juni zu Klepp zurück. 2016 wechselte sie zum Ligakonkurrenten Røa IL, ohne sich dort tabellarisch verbessern zu können. Immerhin reichte es 2016 zum Erreichen des Pokalfinales, das aber mit 0:2 gegen Lillestrøm SK Kvinner verloren wurde. Seit der Saison spielt sie für den neuen Serien-Meister. Für Lillestrøm spielte sie auch erstmals in der UEFA Women’s Champions League 2018/19, wo Lillestrøm gegen die Frauen des FC Barcelona im Viertelfinale zweimal verlor. In der UEFA Women’s Champions League 2019/20 scheiterte sie mit Lillestrøm beim Qualifikationsturnier in Belgien am RSC Anderlecht. Beim 4:0 gegen den nordirischen Vertreter Linfield FC erzielte sie ihr erstes Tor auf europäischer Vereinsebene.
Es folgte ein Engagement in Schweden bei Kristianstads DFF und dann bei SK Brann Kvinner mit dem erneuten Gewinn der norwegischen Meisterschaft. Mit beiden Vereinen nahm sie auch an den Qualifikationen für die Gruppenphase der UEFA Women’s Champions League teil, scheiterte aber einmal an Girondins Bordeaux und einmal am FC Rosengård
Im Januar 2023 erhielt sie einen Vertrag beim Madrid CFF.
Im Juli 2023 wechselte sie nach Schweden zum Djurgården Damfotboll.

### Nationalmannschaft
Åsland nahm mit der U-17-Mannschaft an den beiden Qualifikationsrunden zur U-17-Fußball-Europameisterschaft der Frauen 2012 teil. Die Norwegerinnen konnten aber den in der Eliterunde gewährten Heimvorteil nicht nutzen und verloren das entscheidende Spiel gegen Frankreich. Es folgten Freundschaftsspiele mit der U-19 und U-23.
Im letzten Spiel des Jahres 2018, am 11. November kam sie zu ihrem ersten Spiel für die A-Nationalmannschaft. Beim 1:4 in Tottori gegen Japan wurde sie in der 74. Minute eingewechselt. Auch in den ersten beiden Spielen des WM-Jahres wurde sie eingewechselt. Im ersten Spiel des Algarve-Cup 2019 gegen Dänemark stand sie erstmals in der Startelf und erzielte mit ihrem ersten A-Länderspieltor das zwischenzeitliche 1:1, wurde aber danach ausgewechselt. Das zweite Gruppenspiel sah sie von der Bank, im Finale gegen Polen wurde sie zur zweiten Halbzeit eingewechselt und konnte ihren ersten Turniererfolg verbuchen. Am 2. Mai wurde sie für die WM 2019 nominiert, bei der sie aber nicht eingesetzt wurde. In der Qualifikation für die EM 2022 wurde sie zweimal nominiert, aber nicht eingesetzt.

## Erfolge
- Algarve-Cup Siegerin 2019
- Norwegische Meisterin 2019 (mit Lillestrøm SK Kvinner)[4]
- Norwegische Pokalsiegerin 2019 (mit Lillestrøm SK Kvinner)[5]
- Norwegische Meisterin und Pokalsiegerin 2022 (mit SK Brann Kvinner)